# Корелина, Надежда Петровна
Надежда Петровна Корелина (1854 — после 1940) — русская журналистка.
Родилась в семье П. А. Александрова.
Слушала лекции на Педагогических курсах, на математическом отделении Высших женских Лубянских курсов и на Курсах профессора В. И. Герье. В 1880 году вышла замуж за М. С. Корелина, будущего профессора истории Московского университета. С 1895 года была постоянной сотрудницей журнала «Русская Мысль»; сотрудничала также в газете «Курьер», в «Трудовой Помощи» и др. Была секретарём редакции журнала «Вопросы философии и психологии» и преподавательницей в частной гимназии С. А. Арсеньевой.
Один из авторов «Энциклопедического словаря Брокгауза и Ефрона».